# Гола, Том
Томас Джозеф «Том» Гола (англ. Thomas Joseph "Tom" Gola; 13 января 1933 года, Филадельфия, Пенсильвания — 26 января 2014 года, там же) — американский профессиональный баскетболист и тренер. Чемпион НБА в составе «Филадельфия Уорриорз». Член Зала славы баскетбола с 1976 года.

## Карьера игрока
Играл на позиции атакующего защитника и лёгкого форварда. Учился в Университете Ла Салля, в 1955 году был выбран на территориальном драфте НБА командой «Филадельфия Уорриорз». Позже выступал за команду «Нью-Йорк Никс». Всего в НБА провёл 10 сезонов. В сезоне 1955/1956 годов Гола стал чемпионом НБА в составе «Уорриорз». Пять раз принимал участие в матче всех звёзд НБА (1960—1964). Один раз включался во 2-ю сборную всех звёзд НБА (1958). В 1954 году Гола стал чемпионом Национальной ассоциации студенческого спорта (NCAA), признавался самым выдающимся игроком этого баскетбольного турнира, а также — баскетболистом года среди студентов по версии Helms Foundation. В 1955 году признавался баскетболистом года среди студентов по версии UPI. Три года подряд включался в 1-ю всеамериканскую сборную NCAA (1953—1955). В 1976 году был включён в Зал славы баскетбола. Всего за карьеру в НБА сыграл 698 игр, в которых набрал 7871 очко (в среднем 11,3 за игру), сделал 5617 подборов и 2962 передачи.

## Тренерская карьера
После завершения профессиональной карьеры игрока на протяжении двух лет работал на должности главного тренера в команде родного университета «Ла Салль Эксплорерс» (1968—1970).

## Смерть
В июне 1955 года Том Гола женился на Каролине Моррис, от которой у него родился один сын. 26 января 2014 года он умер в возрасте 81 года на невключённой территории Мидоубрук городской общины Абингтон (округ Монтгомери, штат Пенсильвания), недалеко от Филадельфии.

## Статистика

### Статистика в НБА
| Сезон                                                                                    | Команда                | Регулярный сезон | Регулярный сезон | Регулярный сезон | Регулярный сезон | Регулярный сезон | Регулярный сезон | Регулярный сезон | Регулярный сезон | Регулярный сезон | Регулярный сезон | Регулярный сезон | Серия плей-офф | Серия плей-офф | Серия плей-офф | Серия плей-офф | Серия плей-офф | Серия плей-офф | Серия плей-офф | Серия плей-офф | Серия плей-офф | Серия плей-офф | Серия плей-офф |
| Сезон                                                                                    | Команда                | GP               | GS               | MPG              | FG%              | 3P%              | FT%              | RPG              | APG              | SPG              | BPG              | PPG              | GP             | GS             | MPG            | FG%            | 3P%            | FT%            | RPG            | APG            | SPG            | BPG            | PPG            |
| ---------------------------------------------------------------------------------------- | ---------------------- | ---------------- | ---------------- | ---------------- | ---------------- | ---------------- | ---------------- | ---------------- | ---------------- | ---------------- | ---------------- | ---------------- | -------------- | -------------- | -------------- | -------------- | -------------- | -------------- | -------------- | -------------- | -------------- | -------------- | -------------- |
| 1955/56                                                                                  | Филадельфия Уорриорз   | 68               | -                | 34,5             | 41,2             | -                | 73,3             | 9,1              | 5,9              | -                | -                | 10,8             | 10             | -              | 36,0           | 35,5           | -              | 78,3           | 10,1           | 5,8            | -              | -              | 12,3           |
| 1957/58                                                                                  | Филадельфия Уорриорз   | 59               | -                | 36,0             | 41,5             | -                | 74,6             | 10,8             | 5,5              | -                | -                | 13,8             | 8              | -              | 40,9           | 33,0           | -              | 74,5           | 10,5           | 4,0            | -              | -              | 13,8           |
| 1958/59                                                                                  | Филадельфия Уорриорз   | 64               | -                | 36,5             | 40,1             | -                | 78,7             | 11,1             | 4,2              | -                | -                | 14,1             | Не участвовал  | Не участвовал  | Не участвовал  | Не участвовал  | Не участвовал  | Не участвовал  | Не участвовал  | Не участвовал  | Не участвовал  | Не участвовал  | Не участвовал  |
| 1959/60                                                                                  | Филадельфия Уорриорз   | 75               | -                | 38,3             | 43,3             | -                | 79,4             | 10,4             | 5,5              | -                | -                | 15,0             | 9              | -              | 37,8           | 41,2           | -              | 80,6           | 10,6           | 5,6            | -              | -              | 12,6           |
| 1960/61                                                                                  | Филадельфия Уорриорз   | 74               | -                | 36,6             | 44,7             | -                | 74,7             | 9,4              | 3,9              | -                | -                | 14,2             | 3              | -              | 42,3           | 20,6           | -              | 75,0           | 12,3           | 5,0            | -              | -              | 9,7            |
| 1961/62                                                                                  | Филадельфия Уорриорз   | 60               | -                | 41,0             | 42,1             | -                | 76,5             | 9,8              | 4,9              | -                | -                | 13,7             | 9              | -              | 35,1           | 27,1           | -              | 76,0           | 8,2            | 2,7            | -              | -              | 6,3            |
| 1962/63                                                                                  | Сан-Франциско Уорриорз | 21               | -                | 39,1             | 45,7             | -                | 75,8             | 7,0              | 3,5              | -                | -                | 13,0             | Не участвовал  | Не участвовал  | Не участвовал  | Не участвовал  | Не участвовал  | Не участвовал  | Не участвовал  | Не участвовал  | Не участвовал  | Не участвовал  | Не участвовал  |
| 1962/63                                                                                  | Нью-Йорк               | 52               | -                | 35,5             | 46,0             | -                | 78,4             | 7,1              | 4,3              | -                | -                | 12,0             | Не участвовал  | Не участвовал  | Не участвовал  | Не участвовал  | Не участвовал  | Не участвовал  | Не участвовал  | Не участвовал  | Не участвовал  | Не участвовал  | Не участвовал  |
| 1963/64                                                                                  | Нью-Йорк               | 74               | -                | 29,1             | 42,9             | -                | 72,6             | 6,3              | 3,5              | -                | -                | 9,1              | Не участвовал  | Не участвовал  | Не участвовал  | Не участвовал  | Не участвовал  | Не участвовал  | Не участвовал  | Не участвовал  | Не участвовал  | Не участвовал  | Не участвовал  |
| 1964/65                                                                                  | Нью-Йорк               | 77               | -                | 22,4             | 44,8             | -                | 73,9             | 4,1              | 2,9              | -                | -                | 7,0              | Не участвовал  | Не участвовал  | Не участвовал  | Не участвовал  | Не участвовал  | Не участвовал  | Не участвовал  | Не участвовал  | Не участвовал  | Не участвовал  | Не участвовал  |
| 1965/66                                                                                  | Нью-Йорк               | 74               | -                | 15,2             | 45,0             | -                | 78,1             | 3,9              | 2,6              | -                | -                | 4,4              | Не участвовал  | Не участвовал  | Не участвовал  | Не участвовал  | Не участвовал  | Не участвовал  | Не участвовал  | Не участвовал  | Не участвовал  | Не участвовал  | Не участвовал  |
|                                                                                          | Всего                  | 698              | -                | 32,3             | 43,1             | -                | 76,0             | 8,0              | 4,2              | -                | -                | 11,3             | 39             | -              | 37,7           | 33,6           | -              | 77,1           | 10,0           | 4,6            | -              | -              | 11,1           |
| Наведите курсор мыши на аббревиатуры в заголовке таблицы, чтобы прочесть их расшифровку. |                        |                  |                  |                  |                  |                  |                  |                  |                  |                  |                  |                  |                |                |                |                |                |                |                |                |                |                |                |